# Branislava Ilić
Branislava Ilić (Niš, 1970.), nagrađivana je dramska književnica, dramaturginja, scenaristica, glumica i prozaistica iz Srbije.

### Biografija
Završila je Srednju umjetničku školu u Nišu.  Diplomirala je dramaturgiju na Fakultetu dramskih umjetnosti u Beogradu. Prvi put se profesionalno bavila glumom i dramaturgijom u Narodnom kazalištu u Nišu. 
Tri godine radila je kao dramaturginja u Narodnom kazalištu u Beogradu (2008-2010). Surađivala je i u Srpskom narodnom kazalištu u Novom Sadu, Ateljeu 212 u Beogradu, kazalištu "Toša Jovanović" u Zrenjaninu, Kruševačkom kazalištu, Puls Tetaru u Lazarevcu, Zvezdara teatru u Beogradu, Madlenianumu u Zemunu, Hrvatskom narodnom kazalištu "Ivan pl.  Zajca" u Rijeci, Bitef teatra u Beogradu, OP DADOV u Beogradu. 
Priče i drame objavljuje u časopisima i zbirkama.  Postoje desetine njenih realiziranih radio dramskih minijatura i nekoliko scenarija za različite TV formate. 

## Knjige drama
- Teatar palanke, Niški kulturni centar, Niš, 2007.
- Bako, neću da postanem čudovište, Gradska biblioteka „Žarko Zrenjanin“ i NP „Toša Jovanović“ iz Zrenjanina, 2015.
- Zaglavljeni, po motivima romana Zajedno sami Marka Šelića Marčela, OP Dadov 2010; Beoštampa 2012; i Laguna 2015.
- Drame/Plays, dvojezično izdanje drama, Srpska čitaonica Irig i Fond „Borislav Mihajlović Mihiz“, 2017.[2]

## Izvedene autorske drame (odabir)
- Ulica, štap i kanap (autorski);
- Zločin i razgovori (r.  K. Mladenović);
- Zaglavljeni (r.  D. Mihajlović);
- Tijelo (r.  S. Bodroža);
- Bako, neću da postanem čudovište (r. P. Štrbac);
- Ne pristajem (r. K. Krnajski);
- Pad (koautorski tekst B. Ilić / K. Mladenović).

## Predstave s dramaturškim udijelom (odabir)
- Ludi od ljubavi, Sam Shepard;
- Noževi u kokoškama, D. Harrower;
- Odabrani i uništeni, I. Jovanović/D. Petković/M. Todorović;
- Vitamini, V. Jon;
- Derviš i smrt, M. Selimović/B. M. Mihiz/E. Savin;
- Nova Stradija, S. Basara;
- Životinjsko carstvo, R. Schimmelpfennig;
- Zoran Đinđić, O. Frljić;
- Don Kihot, M. de Cervantes;
- Čarobna frula (opera za decu), W. A. Mozart
- Pad, B. Ilić/K. Mladenović.

## Nagrade i priznanja (izbor)
- "Jovan Sterija Popović" za dramu " Tijelo" - natječaj Sterijinog pozorja za novu dramu;[3]
- Nagrada "Borislav Mihajlović Mihiz" za dramu ;
- Godišnja nagrada Narodnog kazališta Beograd (dramaturški tim);
- Godišnja nagrada DADOVA.

## Vanjske poveznice
- Aleksandra Glovacki: "Dramaturg Branislava Ilić, gost kluba 2", Radio Beograd 2, 26.12.2018.
- Ilić, Branislava. Kupanje uz smetlište  Arhivirana inačica izvorne stranice od 30. studenoga 2020. (Wayback Machine) [neaktivna poveznica] (drama, 2018)
- Ilić, Branislava. Tijelo (drama, 2008)